# 智峰乡
智峰乡，中华人民共和国湖南省岳阳市汨罗市已撤销的一个镇，位于汨罗市东北部。

## 建制沿革
- 1956年，设智峰乡；
- 1958年，属东风公社（后改智峰公社）；
- 1961年，析出古仑公社；
- 1981年，析出兰家洞林场（八景乡）；
- 1984年，改置智峰乡。
- 2015年，与原三江镇、八景乡成建制合并设立三江镇。

## 行政区划
智峰乡下辖6个行政村，78个村民小组。
- 桥头村、双春村、汉丰村、青丰村、广联村、新铺村